# 大正野球娘。 音楽集
『大正野球娘。 音楽集』（たいしょうやきゅうむすめ おんがくしゅう）は、テレビアニメ『大正野球娘。』のサウンドトラックである。2009年10月7日にLantisから発売された。
テレビアニメ本編のBGMとTVサイズの主題歌、および挿入歌「パイノパイノパイ」とそのカラオケが収録されている。CDジャケットには、鈴川小梅、小笠原晶子、川島乃枝、宗谷雪、月映巴、月映静、石垣環、桜見鏡子、菊坂胡蝶が描かれている。音楽は服部隆之が担当している。

## 収録曲
1. 浪漫ちっくストライク。（TV size） [1:31]
歌：鈴川小梅（伊藤かな恵）、小笠原晶子（中原麻衣）、川島乃枝（植田佳奈）、宗谷雪（能登麻美子）
作詞：rino、作曲：服部隆之、編曲：大久保薫
  - オープニングテーマ
2. 大正日和 [4:03]
3. パイノパイノパイ（東京節） [1:27]
歌：鈴川小梅（伊藤かな恵）
作詞：添田さつき、作曲：Henry Clay Work、編曲：服部隆之
  - 挿入歌
4. 一日の始まり [0:07]
5. 麻布の街並 [2:10]
6. お転婆で失礼! [1:40]
7. 可憐なお嬢 [1:29]
8. 東邦星華桜花会 [1:40]
9. ところで野球って何ですの? [1:31]
10. うまくいきませんわ・・・ [1:18]
11. プレイボール! [1:20]
12. ピンチですわ・・・ [0:50]
13. 二人の距離 [2:18]
14. 流れゆく時間 [1:23]
15. 遣らずの雨 [1:59]
16. 雨の調べ [0:59]
17. 胸騒ぎ [0:43]
18. 岐路 [1:42]
19. 女の意地 [1:59]
20. 一人じゃないから [4:35]
21. 練習開始! [1:38]
22. ちょっと一息 [1:32]
23. 駆け込みセーフ!? [0:24]
24. 不可思議 [0:51]
25. 巡る思考 [1:11]
26. 可憐に、参りますわ! [1:26]
27. 頭脳労働中 [1:06]
28. かみ合わない会話 [1:24]
29. 女の友情 [1:47]
30. 夜空 [1:32]
31. 染まる頬 [1:02]
32. 悩み多き年頃 [2:03]
33. 銀幕物語 [1:21]
34. 胸のモヤモヤ [0:37]
35. 不審と疑惑 [1:05]
36. 辻打ちに候! [0:39]
37. 全力疾走! [1:26]
38. 再びピンチですわ・・・ [0:42]
39. 大ピンチですわ・・・ [2:03]
40. 言い出せなくて [1:08]
41. 二人の気持ち [1:11]
42. 悪い予感 [1:26]
43. 制限時間 [1:08]
44. 長い夢 [1:34]
45. 茜色の空 [2:00]
46. そして、歩き出す [1:21]
47. 重なる想い [1:42]
48. 私たちの中に生まれたもの [2:32]
49. ユメ・ミル・ココロ（TV size） [1:30]
歌：伊藤かな恵
作詞：畑亜貴、作曲・編曲：渡辺拓也
  - エンディングテーマ
50. パイノパイノパイ（東京節） カラオケ [1:33]